# Homéostat
 (octobre 2014).
Si vous disposez d'ouvrages ou d'articles de référence ou si vous connaissez des sites web de qualité traitant du thème abordé ici, merci de compléter l'article en donnant les références utiles à sa vérifiabilité et en les liant à la section « Notes et références ».
L’Homéostat est un appareil inventé par le psychiatre et ingénieur anglais W. Ross Ashby pour démontrer le fonctionnement de l'homéostasie dans un organisme. En l'occurrence, si, dans le cas de l'homéostat, on a affaire à une machine, organisme purement électro-mécanique, l'application s'en étend à tout milieu organisé, y compris le vivant. L'appareil est composé de quatre caissons interconnectés qui possèdent, chacun, un élément actif sous la forme d'un bac empli d'eau acidulée dans laquelle des palettes mobiles occupent une position fixe d'équilibre générée par des potentiels électriques qui s'annulent mutuellement. Ce système d'interconnexion peut être perturbé par une intervention extérieure qui modifie les potentiels ou, même, qui bloque une palette, temporairement ou non. Dans ces cas, les palettes retrouvent spontanément un état d'équilibre malgré la défaillance d'un des éléments et le trouble qui en est résulté, et cela grâce à  l'influence des éléments les uns sur les autres telle qu'elle a été organisée par Ashby afin de donner à l'homéostat le moyen de s'autoréguler sans intervention humaine. Cette machine est dotée d'une capacité d'adaptation à des circonstances extérieures qui est à la base du phénomène de l'apprentissage tel qu'il existe dans les organismes vivants. La comparaison s'impose donc avec tout système organisé, y compris vivant. Ainsi, la défaillance d'un organe va être compensée, dans certaines limites, par les autres organes du corps. Une présentation de l'homéostat est faite dans le film la Cybernétique de Jean-Marie Piquint, conseiller scientifique le professeur Georges R. Boulanger.